# Aes grave

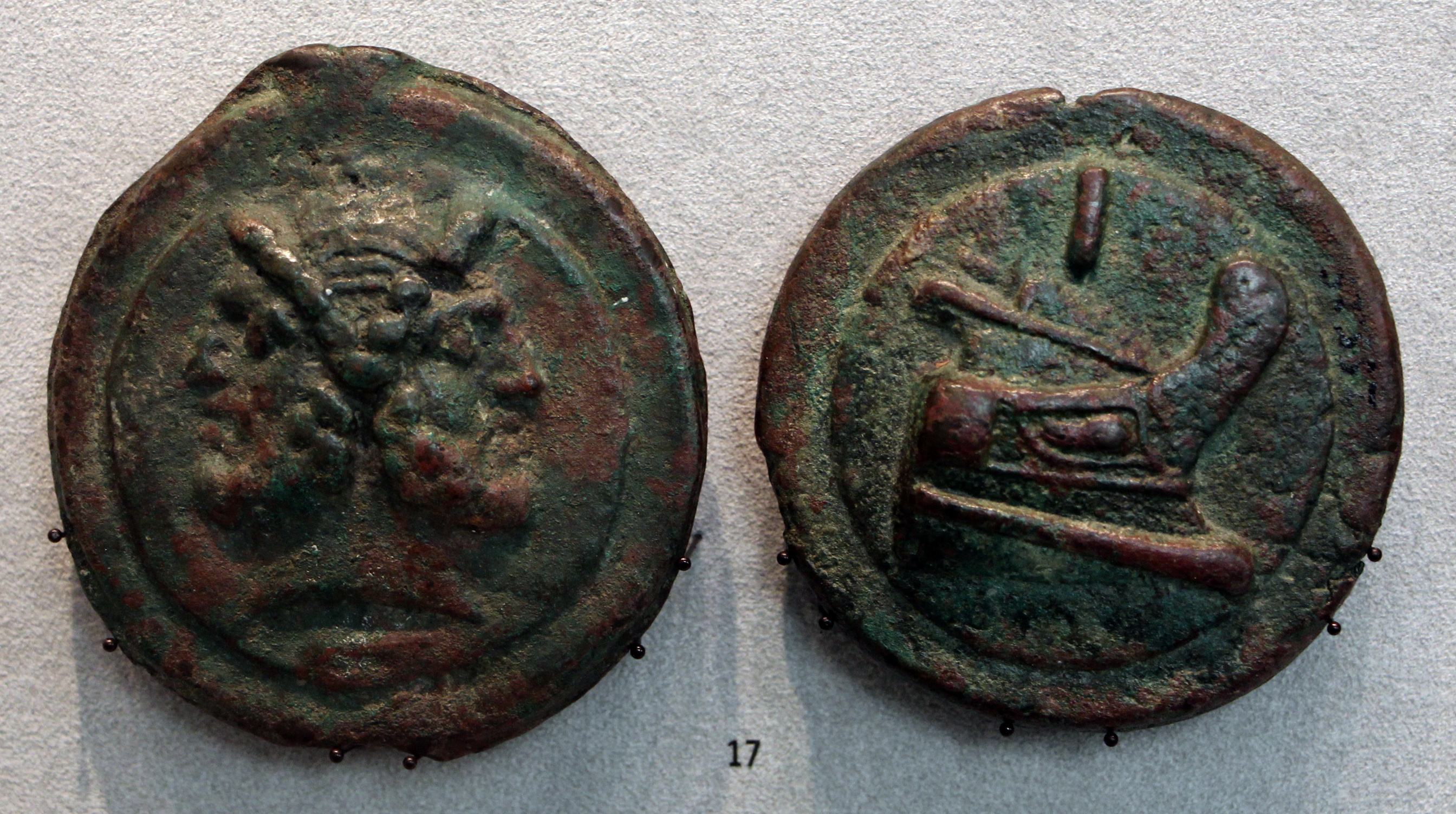

Aes grave és una moneda fosa de gran pes, que va ser utilitzada per diverses ciutats del centre d'Itàlia als segles IV i III aC. A diferència dels didracmes de plata discutits a la darrera entrada de la sèrie, l'aes greu era un desenvolupament autòcton dins de les tradicions d'intercanvi pròpies de les regions d'Etrúria i del Laci (tot i que tampoc no estava lliure d'influències hel·lenístiques). Es tractava d'una evolució respecte del sistema de lingots de bronze utilitzats a la regió fins aleshores, però tots dos sistemes van conviure per un temps. Sembla que les monedes foses han estat contemporànies a l'emissió dels didracmes de plata, però destinades, a diferència d'elles, a l'ús intern.

## Ciutats emissores
Les sèries principals eren de Roma, Ariminum (Rímini), Iguvium (Gubbio), Tuder (Todi), Ausculum (Ascoli Satriano ), Firmum (Fermo), Hatria-Hadria (Atri), Luceria (Lucera) i Itàlia central llatina. Altres sèries tenen una procedència desconeguda.